# Евреи в Прибалтике
Балтийские евреи, остзейские евреи — составная часть мировой еврейской диаспоры, проживающая со времени не позднее Средневековья в Прибалтике — географической области, прилегающей к южному берегу Балтийского моря, к востоку от условной границы с Балтийским Поморьем.

## Предыстория

Миграции евреев в Европе с 1100 по 1600 годы

Первое свидетельство о проживании евреев в Прибалтике принадлежит епископу Пражскому Адальберту. Будучи послан в 997 году насаждать христианство среди литовцев, он сообщает о наличии в Литве евреев.
Мнения о происхождении евреев Прибалтики расходятся. В биографиях многих раввинов и других видных деятелей указывается, что родились они в Пруссии и северной Германии и прибыли в Курляндию морем. Б. Д. Бруцкус указывал как главный источник иммиграции Польшу (помимо Литвы). .
С присоединением Волыни (первая половина XIV века) численность еврейского населения Литвы значительно возросла. В конце XIV века великий князь Витовт переселил из Крыма наряду с пленными татарами часть караимов в город Троки (ныне Тракай), ставший впоследствии караимским центром Польско-Литовского государства; караимские общины возникли в Луцке и Владимире-Волынском.
Первое упоминание о евреях в Эстонии относится к 1333 году.

## История
[уточнить]
С приходом крестоносцев в Прибалтику до проживавших там евреев стали докатываться из Европы волны антисемитизма, провоцируемого властями. Так, в 1309 году гроссмейстер Фейхтванген (н.-нем. Sehfridt von Feuchtwangen) предписал:

Ради славы Бога и чести Марии, которым служим, указываем твёрдо выполнять, во-первых: ни еврей, ни чернокнижник, ни колдун [..] да не останется и да не будет потерплен в наших землях; и любой, их укрывающий, да пострадает вместе с ними.Оригинальный текст (нем.)Gott zu Lobe und Marien zu Ehren, deren Diener wir sind, setzen wir und wollen es ernstlich gehalten haben, erstlich, dass kein Jude, kein Schwarzkünstler, kein Zauberer [..] in unseren Landen nicht verhalten, noch geduldet werden sollen, und wer sie verhalten würde, der soll mit ihnen leiden.— Jolowicz, Geschichte Der Juden in Königsberg i. Pr. Posen: Verlag von J. Jolowicz. 1867, S. 1-2 См. также сокращённый английский перевод
.
В 1388 году Великий князь Литовский Витовт в предисловии к жалованой грамоте отмечает, что это не новые привилегии, а лишь систематическое изложение прав, которыми евреи издавна уже обладают. В конце XIV века отмечается переселение евреев и в соседнюю Курляндию. Источником их исхода в XIV веке была, в том числе, Германия, во многих местностях которой (в частности, в 1453 году в Силезии) «евреи были поголовно истреблены».
Ещё в 1441 году Казимир Ягеллон пожаловал трокским евреям грамоту на магдебургское право в том же объёме, в каком оно было даровано Вильне, Ковну и христианской части самих Трок. Через полвека, в 1495 году Александр Ягеллон приказал «жидову з земли вон выбити».
В начале второй половины XVI века положение евреев в Прибалтике вновь ухудшается в связи развалом Ливонского ордена и переходом Прибалтики под власть Польши. Ситуация усугубляется тем, что именно в это время сама Польша (где евреям были предоставлены широкие права, но только в пределах личных королевских имений), ввиду наплыва евреев из Моравии и Богемии, начинает вводить ограничения и возводить барьеры. В 1539 году Сигизмунд Август ходатайствует перед Иваном Грозным о разрешении въезда евреям в Москву. В 1549 году он же установил особую поголовную еврейскую подать по одному червонцу, дабы «дать почувствовать более других тяготу охранения и защиты государства тем, которые богатеют от выгод Польского королевства».
Вставая в 1561 году ради сохранения своей власти под защиту короля Сигизмунда Августа, магистр Кеттлер пожертвовал интересами ливонских евреев, и последние вынуждены были подчиниться ограничениям, под игом которых уже находились евреи в Польше. В частности, Pacta Subjectionis запрещал им торговать или брать в откуп пошлины, акцизы, налоги и т. п. Zeigenhorn констатирует[уточнить], что с момента подчинения Курляндии Польше вплоть до 1670-х годов евреи в Курляндии не жили — за исключением Пильтена.
В Пильтенском епископстве — Гробине, Газенпоте и части Виндавы статус евреев был более благоприятен. Закон разрешал им организовать общины и участвовать в торговле. Последний епископ Курляндии, Иоганн фон Мюнхгаузен, способствовал поселению на его территории богатых евреев, от которых получал немалый доход в форме налога на право проживания и выдачу привилегий на коммерческие операции.

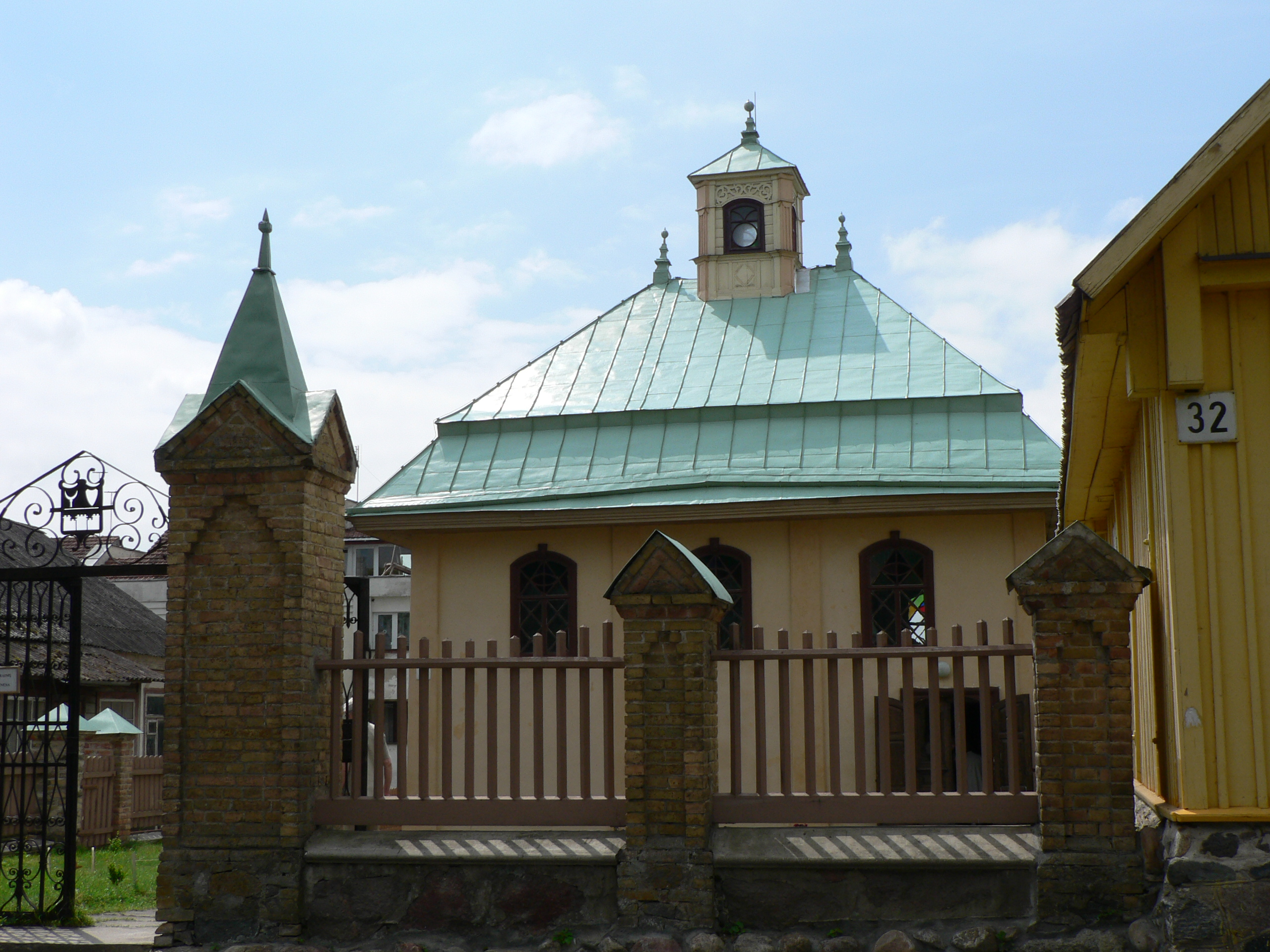
Караимская кенасса в Тракае

Старейшая из общин в Пильтенском округе находилась в Полангене (Паланге), ранее принадлежавшей Великому княжеству Литовскому.
При восстановлении в 1831 году записей в pinkes, сгоревших в годы польского мятежа, было вновь записано, что еврейское кладбище и погребальное братство здесь были открыты в 1487 году (Г. Розенталь отмечает сомнения в достоверности этого утверждения). Начиная с 1570-х годов отмечается, что многие евреи в Пилтене владели недвижимостью. В городе Айзпуте даже отмечены случаи предоставления некоторым прав гражданства — редкая привилегия в те времена.
В 1639 году король Станислав IV предоставил евреям Полангена и Горжд в Жмуди права гражданства и возможность получения патентов на торговлю, ремёсла и ведение сельского хозяйства, освободив от налогов молитвенные дома (Jüdische Capellengelder) и кладбища. При передаче области в ведение Курляндии, где такой нормы не было, это привилегии были отменены. В 1718 году (период Северной войны) упоминается синагога в Пилтене. На синагогу уплачивался особый налог — Jüdische Capellengelder.
В XVIII веке Пилтене теряет свою роль центра экономической активности. Также и в Айзпуте, где на евреев приходилась немалая доля внешнеторговых операций, но к моменту вхождения в состав России при последнем разделе Польши в городе оказалось лишь 896 евреев мужского пола. И всё же, уже при российской власти, один из них — Euchel — был избран в 1797 году ратсгерром этого города. Все вопросы внутренней жизни еврейской общины регулировались кагалом.
В других частях Курляндии, в том числе в Семигалии, положение евреев не было столь благоприятным, о чём свидетельствуют хорошо сохранившиеся кладбищенские надгробия в Митаве и других местах, датируемые от первых до последних десятилетий XVIII века. Герцоги Курляндии были вассалами Польши, и были не в силах предотвратить все негативные тенденции, особенно после 1561 года. Города ревниво оберегали свои привилегии — не только от евреев, но и от иностранцев вообще.
Восстание 1648—1654 годов в Курляндии обернулось изгнанием евреев. Но и после этого тенденция сохранилась: в 1686 году барон фон дер Остен-Сакен добавил 5 апреля 1686 года в устав Нового Суббата положение, запрещающее евреям жить в этом городе, открывать там шинки и приобретать иную недвижимость. Постановления ландтага 1692 года, приостанавливающее ранее выданные откупы на таможенные сборы и торговлю, косвенно свидетельствуют, что к концу XVII века евреи вновь пытаются селиться в Курляндии. Об этом же свидетельствуют и другие, вновь принятые установления — в Митаве, куда переводят столицу Курляндии, им было отведено гетто. Евреи имели право селиться только в пределах еврейской улицы (как стали в обиходе звать Добленскую улицу, Doblensche Strasse), где они имели статус охраняемых евреев (Schutzjuden).
В периоды большей терпимости к евреям они получали права проживания и в других городах и местечках, где их гешефт составляло посредничество, розничная торговля, винокурение и содержание постоялых дворов. Однако время от времени по требованиям и ремонстрациям горожан герцоги вновь издавали указы о выселении евреев. В частности, 23 марта 1714 года герцог Фердинанд приказал всем евреям выселиться в течение 6 недель, под страхом суровейших кар. Аналогичным указом от 20 сентября 1760 года отмечено и правление герцога Карла.
Регулярные выселения евреев перемежались с актами обратной направленности, при этом власти одного уровня издавали акты, противоречащие актам, принятым на другом уровне. Так, вопреки герцогскому указу 1760 года, магистрат вскоре издал указ, по которому евреи (а также иезуиты) получали вид на жительство в Курляндии на условии ежегодного платежа в 400 Альбертусовских талеров. В других случаях коммерческую (в том числе, личную) заинтересованность в прописывании евреев проявляла высшая власть. Так, Эрнст Бирон не только предоставил все права и привилегии еврею Липману (Леви), которому герцог поручил управление своими финансами, но и делил с ним прибыль (изымал часть прибыли?) от его операций. Такие исключения, отмечают Ersch and Gruber, вредили евреям в целом, создавали неприязненное к ним отношение.
Указ Елизаветы Петровны 1742 года о высылке евреев коснулся общин Митавы, Бауска, Якобштадта и других городов. В их числе Фридрихштадт был местом, куда по Двине на пути в Ригу шёл плотами лес, и на баржах — зерно, лён и другие товары русского экспорта. Указывая в ходатайстве Сенату, что это приведёт к перенаправлению грузопотоков на Кёнигсберг и Либаву, рижский магистрат приостановил своей властью исполнение указа во Фридрихштадте до окончания рассмотрения апелляции. Так же и за отмеченным выше герцогским указом 1760 года последовали акты, позволившие отсрочить его исполнение, а затем смягчить. Так, в Митаве евреям надо было либо доказать свою причастность к польско-литовской торговле, либо заплатить «sechser» с каждого дома, после чего городской голова выдавал каждому персональное разрешение на проживание. Некоторые успели так и поступить прежде, чем в следующем, 1761 году Эрнст Бирон, возвращённый Петром III из ссылки, не только отменил прежний указ, восстановив прежние свободы и привилегии евреям, но и предоставил им новые.
Защита остзейских евреев от посягательств сановников на их выселение была одной из редких точек совпадения политики Петра III и сменившей своего убиенного супруга Екатерины II. Последовательным инициатором идей изгнания евреев из Прибалтики выступал генерал-губернатор Ливонии Браун. В 1765 году Екатерина удовлетворяет просьбу митавских евреев о переселении в Ригу и Петербург, приказывая Брауну выдать им паспорта. В 1770 году Браун ходатайствует перед герцогом Курляндским о выселении евреев. Остзейское дворянство обратилось к императрице с протестом, и новое изгнание не состоялось.
Тем не менее, новое (1775 год) ходатайство митавских евреев о восстановлении исторических привилегий — уже перед Петром Бироном (сын Э. Бирона) — свидетельствует о «контрнаступлении» местных властей. Со своей стороны, Екатерина II продолжает вмешиваться в эти процессы на стороне евреев, иногда оригинальным способом. Так, в 1785 году своим указом она включила местечко Шлок в состав Риги, чтобы вывести его из-под юрисдикции Курляндии, предоставив его еврейскому населению права граждан Риги.
К концу XVIII века в Курляндии проживало 9000 евреев. В 1835 году их число выросло до 23.030; в 1850 — 22.743; в 1858 — 25.641; в 1891 — 42.776 человек. К 1914 году евреев насчитывалось 57.200 при общем населении 783.100, или 7,3 % в общей массе.

### Евреи в странах Балтии в период независимости
Согласно предвоенной переписи населения в 1935 году в Латвии проживало 93 479 евреев, в том числе 43 672 — в Риге. Существовали еврейские партии, культурные, религиозные, медицинские, образовательные и другие национальные организации. Выпускались печатные издания на языках идиш и иврит, евреи избирались в латвийский парламент — Сейм. Членом правительства Латвийской Республики был известный еврейский общественный деятель и учёный-правовед Пауль Минц.
В 1934 году в Эстонии, согласно переписи, еврейское население насчитывало 4381 человека (0,4 % всего населения). В том числе в Таллине жили 2203 еврея, в Тарту — 920. Из них 57,4 % занимались торговлей, 30,7 % работали в промышленности или занимались ремеслами, 9,9 % были представителями свободных профессий. Существовали многочисленные общественные, политические и спортивные еврейские организации.

### Присоединение к СССР
В 1940 году после включения Латвии в состав СССР еврейские организации были закрыты. Советские власти негативно относились к языку иврит и любым проявлениям религиозных традиций. Евреи понесли также существенные экономические потери — частные предприятия были национализированы.
14 июня 1941 года власти осуществили масштабные репрессии, выслав в отдалённые районы СССР в основном в так называемые исправительно-трудовые лагеря и на «спецпоселение» 14 476 человек, в том числе около 5000 евреев. На 1771 репрессированного еврея имеются персональные архивные документы. Высланы были члены сионистских и других некоммунистических организаций, религиозные деятели и предприниматели. Около половины заключённых в лагерях умерли от голода, болезней и непосильных работ. Выжившие были спасены от последующего уничтожения немецкими оккупантами и их пособниками.
В 1940 году после присоединения Эстонии к СССР еврейские организации были закрыты. Множество евреев пострадало от национализации. Историки Антон Вайс-Вендт и Меэлис Марипуу утверждали, что после оккупации Эстонии Советским Союзом произошёл рост отрицательного отношения эстонцев к евреям. Марипуу связывает это с тем, что часть евреев активно участвовала в политике советской власти. Вайс-Вендт полагает, что это происходило в основном потому, что ряд руководящих постов среднего и высшего звена заняли евреи из СССР. По мнению Вайс-Вендта, большинство евреев боялось большевиков примерно так же, как и нацистов.
14 июня 1941 года вместе с эстонцами и представителями других национальностей были выселены в отдалённые районы Советского Союза 439 евреев, что составило более 10 % всего еврейского населения Эстонии. Таким образом, в процентом отношении евреи пострадали от депортации значительно больше, чем эстонцы. Депортированные евреи смогли избежать последующего уничтожения от рук немецких оккупантов и их пособников, однако часть из них умерла в тюрьмах и советских лагерях.
Антон Вайс-Вендт, сравнивая относительные цифры евреев, высланных советскими властями и убитых нацистами, пишет, что можно с некоторым преувеличением говорить о «скрытом Холокосте» в период советских репрессий, хотя немцы проводили полное уничтожение, а Советы выборочную чистку.

### Холокост в Прибалтике
Территории Латвии, Литвы и Эстонии первыми из советских республик были целиком оккупированы нацистами. Они стали полигоном для апробации айнзатцгруппами технологии массовых казней, осуществленных в первые дни войны оккупантами с участием местных националистов. В августе 1941 года на этих территориях был создан рейхскомиссариат «Остланд». Методичным уничтожением евреев городов и местечек Прибалтики занимались войска СС, вспомогательная полиция при активнейшем участии местных коллаборационистов из местных жителей, «партизан» и полицаев. Основную же работу выполняли подразделения айнзатцгруппы «A» (для которой в 1941 году Прибалтика была основной территорией деятельности) и, частично, — айнзатцгруппы «B».
Наибольшее количество евреев погибло в Литве. На начало войны здесь находилось от 225 до 265 тысяч евреев, включая 13—15 тысяч беженцев из оккупированной в 1939 году немцами Польши. Поскольку территория республики была полностью оккупирована немцами уже в первую неделю войны, число беженцев, успевших покинуть Литву, было крайне невелико. Буквально в первые дни войны были уничтожены евреи в районе Паланги и Кретинги оккупантами. 25 июня передовые части вермахта вошли в Каунас, где в ту же ночь местные коллаборационисты националисты приступили к уничтожению евреев.
В «Сводном отчёте» о деятельности айнзатцгруппы «A» и местных коллаборационистов от 1 декабря 1941 года штандартенфюрер СС Егер сообщал, что было уничтожено свыше 137 000 человек

Еврейская проблема в Литве полностью решена. В Литве больше нет евреев, кроме работающих евреев и их семей. Всего осталось: в Шауляе — около 4500, в Каунасе — около 15000, в Вильнюсе — около 15000.
Однако в данный отчёт не попали данные о жертвах за первые 2 недели войны, а также о евреях, уничтоженных другими подразделениями СС и полиции, вермахтом и местными жителями. Кроме того, уничтожение евреев Литвы продолжалось (хотя и в значительно меньших масштабах) также и в декабре 1941 — январе 1942 года. Более половины всех казнённых составляли женщины и дети. Были уничтожены все нетрудоспособные, а также старики и дети в Вильнюсе, Каунасе и Шяуляе. К концу января 1942 года жертвы Холокоста составили в Литве (в том числе от невыносимых условий существования) примерно 180 000—185 000 человек.
Осенью 1943 года ранее созданные гетто были по приказу Гиммлера ликвидированы. Некоторые из них (в Каунасе и Шяуляе) были преобразованы в концлагеря. Однако основные по размерам гетто в Прибалтике были созданы в Латвии (Кайзервальд/Саласпилс) и Эстонии (Клоога, Вайвара), куда, в частности, направили большинство жителей гетто Вильнюса. Летом и осенью 1944 года (в Клооге — 23 сентября) в этих концлагерях было осуществлено массовое убийство узников; оставленных в живых перевели в концлагеря на территории Германии.
Районы Прибалтики, связанные с Германией устойчивым транспортным сообщением (в частности Рига и Каунас), в свою очередь, были использованы как место массовых депортаций и уничтожения евреев Европы. В конце 1941 года в IX форт Каунаса пришли эшелоны с 5.000 евреев из Германии, Австрии, Чехословакии. В 1942—1944 годах здесь уничтожили несколько тысяч евреев из Бельгии, Нидерландов и ряда европейских государств. Летом 1944 года Советская Армия спасла от уничтожения около 1.000 человек, привезённых для уничтожения в Каунас из пересыльного лагеря Дранси во Франции.
Всего в Литве при активном содействии местных жителей было умерщвлено и погибло не менее 215—220 тысяч евреев, или 95—96 % довоенного еврейского населения — наибольшие потери среди еврейских общин всех европейских государств в границах на 1 сентября 1939 года.
1 июля 1941 года немцы взяли Ригу, а к 8 июля оккупировали всю территорию Латвии. Из Каунаса в Ригу в начале августа 1941 года была переведена штаб-квартира рейхскомиссариата «Остланд» (Г. Лозе). Начальником полиции безопасности и СД «Остланда» осенью 1941 года был назначен обергруппенфюрер СС Ф. Еккельн, уже проявивший себя в уничтожении евреев в Бабьем Яру.
В оккупации оставалось: в Риге 35 тысяч, в Даугавпилсе 14-16 тысяч и в Лиепае свыше 7 тысяч евреев; всего от 72 до 74 тысяч. В Латвии, как и в Литве, в их уничтожении активнейшим образом участвовали местные националисты.
В Латвии оккупанты провели ряд специфических мер по защите «арийской крови». По приказу Еккельна сотни латышских женщин, состоявших в браке с евреями, были стерилизованы, и несколько десятков мужчин — полукровок были кастрированы. В Риге же впервые в истории Второй мировой войны осенью 1941 года был осуществлён массовый расстрел евреев — подданных нейтральных стран: Ирана, Южной и Северной Америки, включая США.

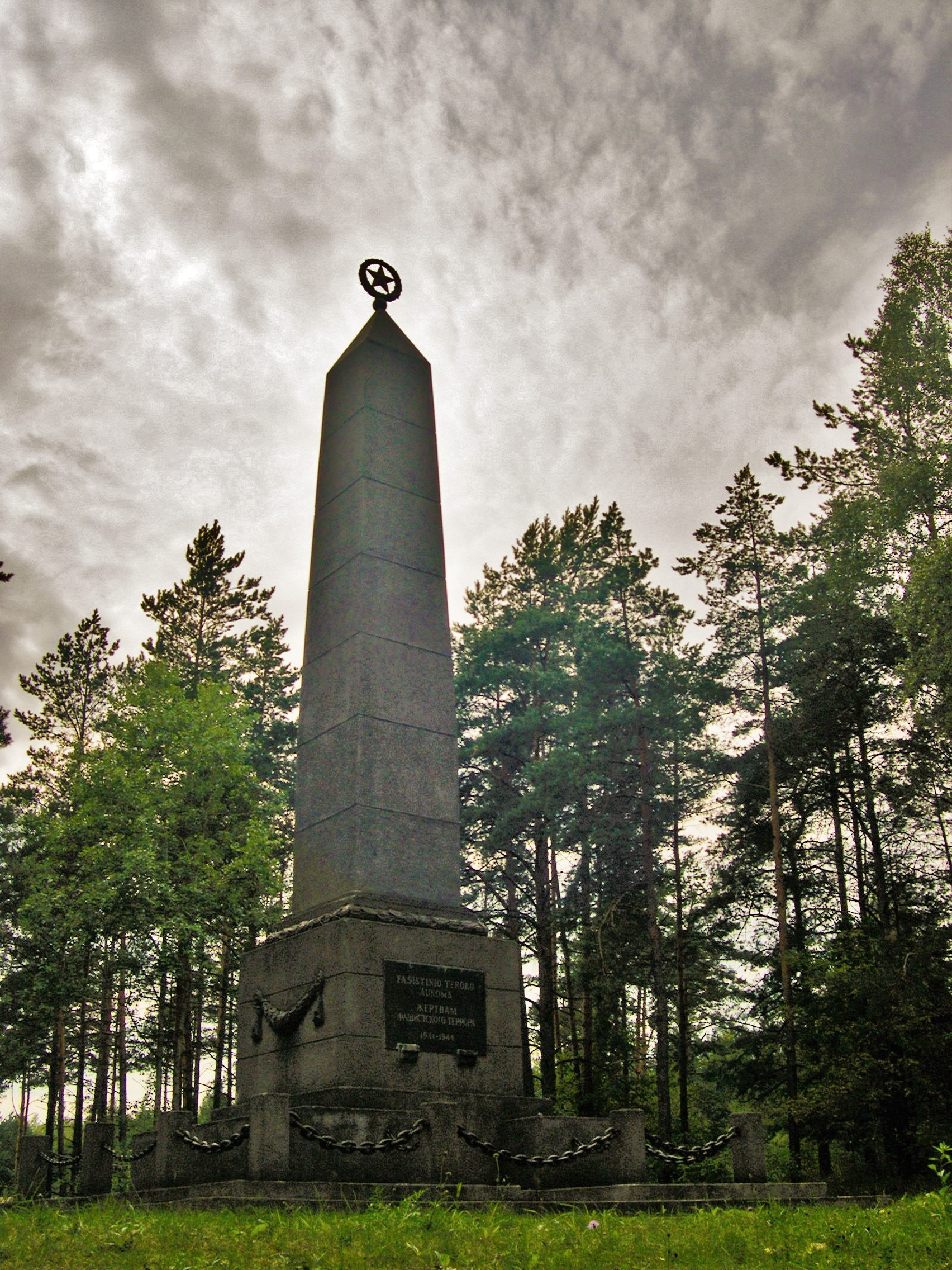
Монумент жертвам нацизма в Понарах.

С декабря 1941 года рижское гетто (как и лагерь смерти Тростенец под Минском) стало местом концентрации и последующего истребления евреев из Германии, Австрии и Чехословакии. В первый месяц сюда было направлено 19 тысяч человек, а в 1942 году — ещё 6 тысяч евреев из разных стран. При ликвидации гетто осенью 1943 года его жители также были переведены в Саласпилс.
Последний расстрел евреев на территории Латвии (около 300 человек) прошёл в мае 1945 года в Лиепае, куда весной 1944 года их прислали из Риги на строительство оборонительных сооружений. Всего за годы войны на территории Латвии было уничтожено около 77 тысяч советских евреев, включая беженцев из Шауляя и других городов Литвы. Из числа оставшихся в оккупации в Риге выжило менее 200 евреев.
В Эстонии еврейское население было немногочисленным. Кроме того, ввиду усиленного противостояния Советской Армии войскам, двигавшимся к Ленинграду, оккупация Эстонии завершилась позже (материковая часть — 5 сентября 1941 года). Поэтому более половины евреев Эстонии успели эвакуироваться. По немецким источникам в Эстонии осталось около 2000 евреев. Согласно отчёту айнзатцгруппы «A» от 15 октября 1941 года, в их уничтожении она выполняла только организационные функции:

Арест всех евреев мужского пола в возрасте старше 16 лет почти закончен. Все они были уничтожены эстонскими силами самообороны под руководством зондеркоманды 1-A.
Эстония стала первой и единственной республикой СССР, в которой к началу 1942 года нацисты силами местных националистов уничтожили всех евреев, которые не смогли эвакуироваться. В 1943—1944 годах в несколько концлагерей на территории Эстонии были доставлены несколько тысяч евреев из Литвы, Латвии, Польши для использования на тяжёлых физических работах. Большинство из них погибло или было уничтожено.
Общее число евреев, уничтоженных в Прибалтике во время Второй мировой войны, составляет около 290 тысяч человек. Среди печально знаменитых мест массовых казней — IX форт в Каунасе, Понары в Вильнюсе, Румбульский лес в Риге.

## После войны
После войны небольшое количество евреев вернулись в республики Прибалтики из эвакуации. В дальнейшем евреи приезжали в Прибалтику из других регионов СССР.